# Лахаева, Екатерина Иосифовна
Екатери́на Ио́сифовна Лаха́ева (1928—2013) — передовик советского текстильного производства, Герой Социалистического Труда (1966).

## Биография
Родилась в деревне Песочня Богородицкой волости Ельнинского уезда Смоленской губернии (ныне Ельнинский район, Смоленская область) в крестьянской семье. Окончила неполную среднюю школу в селе Глинка, а в 1945 году — школу фабрично-заводского обучения при Смоленском льнокомбинате, где обучилась специальности прядильщицы кольцепрядильных машин.
Начав трудиться на Смоленском льнокомбинате, Екатерина освоила и ряд смежных профессий, благодаря чему стала регулярно перевыполнять производственные задания. В 1959 году стала работать заправщицей прядильных машин. На этом участке производства она выступила как инициатор безбригадного метода обслуживания прядильных машин по снятию и заправке съёмов. Новаторский метод Е. Лахаевой был поддержан и другими предприятиями отрасли. Сама же Е. Лахаева приняла активное участие в разработке и осуществлении плана по перевооружению Смоленского льнокомбината.
В дальнейшем, когда Е. Лахаева стала работать старшей съёмщицей пряжи, она также применяла на практике передовой опыт лучших текстильщиков страны, обеспечивая тем самым как качество продукции, так и рост производительности труда. В 1963 году стала членом КПСС.
Указом Президиума Верховного Совета СССР от 9 июня 1966 года за выдающиеся трудовые заслуги в выполнении заданий семилетнего плана и достижение высоких технико-экономических показателей по производству тканей, трикотажа, обуви, швейных изделий и другой продукции лёгкой промышленности Екатерине Иосифовне Лахаевой было присвоено звание Героя Социалистического Труда с вручением ордена Ленина и золотой медали «Серп и Молот».
Принимала активное участие в общественной жизни: избиралась депутатом Советов народных депутатов на районном и областном уровне; в 1968 году была делегатом XIV съезда профсоюзов.
В 1978 году Е. И. Лахаева стала персональным пенсионером союзного значения, но на протяжении ещё пяти лет выполняла работу инструктора производственного обучения на Смоленском льнокомбинате.
Проживала в Смоленске. Умерла 9 января 2013 года на 86-м году жизни. Похоронена на Новом кладбище.